# ألينا حبة
ألينا حبة (بالإنجليزية: Alina Habba) هي محامية وسيدة أعمال أمريكية ولدت في يوم 25 مارس 1984 في مدينة سوميت في ولاية نيوجيرسي لعائلة عراقية كلدانية. وهي المحامية الشخصية للرئيس الأمريكي دونالد ترامب.
وفي ديسمبر 2024، عيّن ترامب ألينا مستشارة له.

## الحياة المبكرة والتعليم
وُلدت ألينا وشقيقيها في مدينة سوميت، نيوجيرسي، لعائلة كلدانية كاثوليكية هاجرت إلى الولايات المتحدة في أوائل الثمانينيات هربًا من الاضطهاد. والدها، الدكتور سعد حبة، كان يعمل كطبيب متخصص في أمراض الجهاز الهضمي. أكملت ألينا تعليمها الثانوي في مدرسة كينت بليس عام 2002، وحصلت بعد ذلك على درجة البكالوريوس في العلوم السياسية من جامعة ليهاي عام 2005.
عملت بين عامي 2005 و2007 في صناعة الأزياء، حيث تخصصت في إنتاج وتسويق الإكسسوارات مع فريق عمل في شركة مارك جاكوبس. ورغم استمتاعها بهذا المجال، قررت التوجه لدراسة القانون لأسباب مالية. وفي عام 2010، نالت درجة الدكتوراه في القانون من كلية الحقوق بجامعة وايدنر كومنولث.

## المسيرة المهنية
بعد تخرجها من كلية الحقوق، عملت ألينا ككاتبة قانونية لدى القاضي يوجين جي. كودي الابن، الذي كان رئيس القضاة في المحكمة المدنية العليا بمقاطعة إسكس، نيوجيرسي، من 2010 إلى 2011. بدأت مسيرتها في الممارسة القانونية الخاصة في سبتمبر 2011، حيث انضمت كمحامية مساعدة إلى مكتب Tompkins, McGuire, Wachenfeld & Barry, LLP، واستمرت في العمل معهم حتى فبراير 2013.
من فبراير 2013 إلى مارس 2020، كانت شريكة ومُديرة تنفيذية في شركة Sandelands Eyet LLP، التي أُسست بواسطة زوجها السابق، وكانت تضم سبعة محامين. وفي مارس 2020، غادرت الشركة لتؤسس مكتبها الخاص، Habba, Madaio and Associates LLP، الذي يضم خمسة موظفين. بالإضافة إلى مكتب الشركة في بدمنستر. عملت ألينا كمحامية رئيسية في ثلاث قضايا، بما في ذلك دعوى جماعية فيدرالية ضد دار لرعاية المسنين في نيوجيرسي بتهم الإهمال وانتهاكات قانون الاحتيال الاستهلاكي. كما شغلت منصب المستشارة العامة لشركة مواقف السيارات التابعة لزوجها الثاني. وهي حاصلة على تراخيص لمزاولة المحاماة في نيويورك ونيوجيرسي وكونيتيكت.
وفي يوليو 2021، مثلت ألينا سيغي فليكر، إحدى عضوات برنامج ربات البيوت الحقيقيات في نيوجيرسي السابقات، التي زعمت أن فيسبوك أوقف حسابها بسبب تهنئتها ميلانيا ترامب بعيد ميلادها. كما مثلت رجل الأعمال سيزار مانويل في قضية اتحادية ضد صحفيين برتغاليين كشفوا عن علاقته بحزب شيغا اليميني المتطرف في البرتغال.

## الحياة الشخصية
وصفت ألينا نفسها بأنها "شديدة التدين" وتُعرف بانتمائها إلى الديانة الكاثوليكية. كانت متزوجة من ماثيو إيت بين عامي 2011 و2019. وفي عام 2020، تزوجت من غريغ روبن، وهو يهودي الديانة، ويقيمان حاليًا في برناردسفيل، نيوجيرسي. يشغل روبن منصب الرئيس التنفيذي لشركة Centerpark، وهي شركة متخصصة في إدارة مواقف السيارات ومقرها في مدينة نيويورك.